# Petelia erythroides
Petelia erythroides är en fjärilsart som beskrevs av Eugen Wehrli 1936. Petelia erythroides ingår i släktet Petelia och familjen mätare. Inga underarter finns listade i Catalogue of Life.